# Euselasia hahneli
Euselasia hahneli är en fjärilsart som beskrevs av Otto Staudinger 1888. Euselasia hahneli ingår i släktet Euselasia och familjen Riodinidae. Inga underarter finns listade i Catalogue of Life.